# Partido Comunista Obrero de Bulgaria
El Partido Comunista Obrero de Bulgaria fue un partido comunista de izquierda en el Reino de Bulgaria. Fue fundado en septiembre de 1921 y se inspiró en el Partido Comunista Obrero de Alemania. Fue fundado en una conferencia en la ciudad de Slivnu, un centro de la industria textil, del 7 al 10 de enero de 1922. La dirección del partido tenía su base en Varna. El partido tenía alrededor de 1000 miembros y publicó Rabotchnik Iskra (La chispa de los trabajadores). El partido estaba afiliado a la Internacional Comunista Obrera.
El partido se dividió a lo largo de las mismas líneas que su homólogo alemán, con una facción de cerca con sede en Sofía con el grupo de Essen y la facción estrecha basada en Varna al grupo de Berlín. El partido se disolvió como resultado de la represión en abril de 1925.